# フランシスコ・デ・アシース・デ・ボルボーン
フランシスコ・デ・アシス・マリーア・フェルナンド・デ・ボルボン・イ・ボルボン＝ドス・シシリアス（スペイン語: Francisco de Asís María Fernando de Borbón y Borbón-Dos Sicilias、1822年3月13日 - 1902年4月17日）は、スペイン女王イサベル2世の王配（スペイン国王）。カディス公。

## 生涯
カディス公フランシスコ・デ・パウラ（カルロス4世の末子、フェルナンド7世とモリナ伯カルロスの弟）とルイサ・カルロータ（両シチリア王フランチェスコ1世の長女）の次男（ただし、兄フランシスコはフランシスコ・デ・アシスの誕生前に生後1年半で夭逝しているので、実質的には長男である）。
名前の「フランシスコ・デ・アシス」はスペイン語でアッシジの聖フランチェスコを意味する。
1846年に父方でも母方でも従妹にあたる女王イサベル2世の配偶者（王配）となった。
2人の間には12人の子供が生まれたが、成人したのは4人である。
- イサベル（1851–1931） - 両シチリア王子ガエターノと結婚
- アルフォンソ12世（1857–1885）
- マリア・デ・ラ・パス（1862–1946） - 従兄のバイエルン王子ルートヴィヒ・フェルディナントと結婚
- エウラリア・デ・アシス・デ・ラ・ピエダ（1864–1958） - 従弟のガリエラ公アントニオと結婚

ただし、フランシスコ・デ・アシスは同性愛者もしくは性機能障害だったとの説があり、これらの子がいずれも実子であったかは疑問視されている。また父フランシスコ・デ・パウラもカルロス4世の実子でない可能性があり、どちらかが子供の実父でなかった場合、ボルボン家は男系では血統が入れ替わっていることになる。